# Aethioplitops maximus
Aethioplitops maximus là một loài tò vò trong họ Ichneumonidae.